# Lokomotiva ČME3
Lokomotiva řady ČME3 je dieselelektrická lokomotiva, vyráběná v letech 1963–1994 v ČKD Praha pro sovětské železnice SŽD (a její pozdější nástupnické společnosti). Jde o stroj navazující na dříve vyrobené menší stroje typu ČME2 (v Československu řada 721) určený pro těžký posun a nákladní vlaky. Zkratka ČME (ЧМЭ) je odvozena od ruského „чехословацкий тепловоз маневровый с электрической передачей“ (Čechoslovackij těplovoz Maněvrovyj s Električeskoj pěredačej), tedy československá motorová posunovací lokomotiva s elektrickým přenosem výkonu. Konstrukce i vnější vzhled řady ČME3 vychází v mnoha ohledech z amerických a ruských vzorů včetně kapotového uspořádání. Celkem bylo do bývalého Sovětského svazu dodáno 7459 lokomotiv tohoto typu, dalších několik stovek bylo exportováno do ostatních zemí a jde tedy o jednu z největších sérií lokomotiv jednoho typu na světě (početnější jsou například sovětské posunovací lokomotivy řady TGK2 s počtem přesahujícím 9 tisíc vyrobených kusů, případně sovětské lokomotivy řady 2TE10). Většina z nich je v těchto zemích v provozu do současnosti a stala se jakýmsi symbolem mnoha tamních rozsáhlých seřadišť a nákladových nádraží. I přes původní určení na posun a do nákladní dopravy se postupem času lokomotivy osvědčily na všech typech výkonů.
Nástupcem této lokomotivy se měla stát osminápravová supertěžká lokomotiva typu ČME5, vyvíjená v ČKD koncem osmdesátých let, kromě malé prototypové série ale k její hromadné výrobě nedošlo.
Podle řadového označení ČME si lokomotivy v českém prostředí vysloužily přezdívku „čmelák“, někdy i s přídomkem „velký“ (pro odlišení od menších ČME2). V Rusku a dalších zemích bývalého SSSR se lokomotivám přezdívá nejčastěji „čmucha“, „čme“ nebo „čmez“ (tato přezdívka vznikla chybnou interpretací číslice 3 v řadovém označení kvůli její snadné zaměnitelnosti za písmeno Z v azbuce).

## Vznik, výroba a dodávky

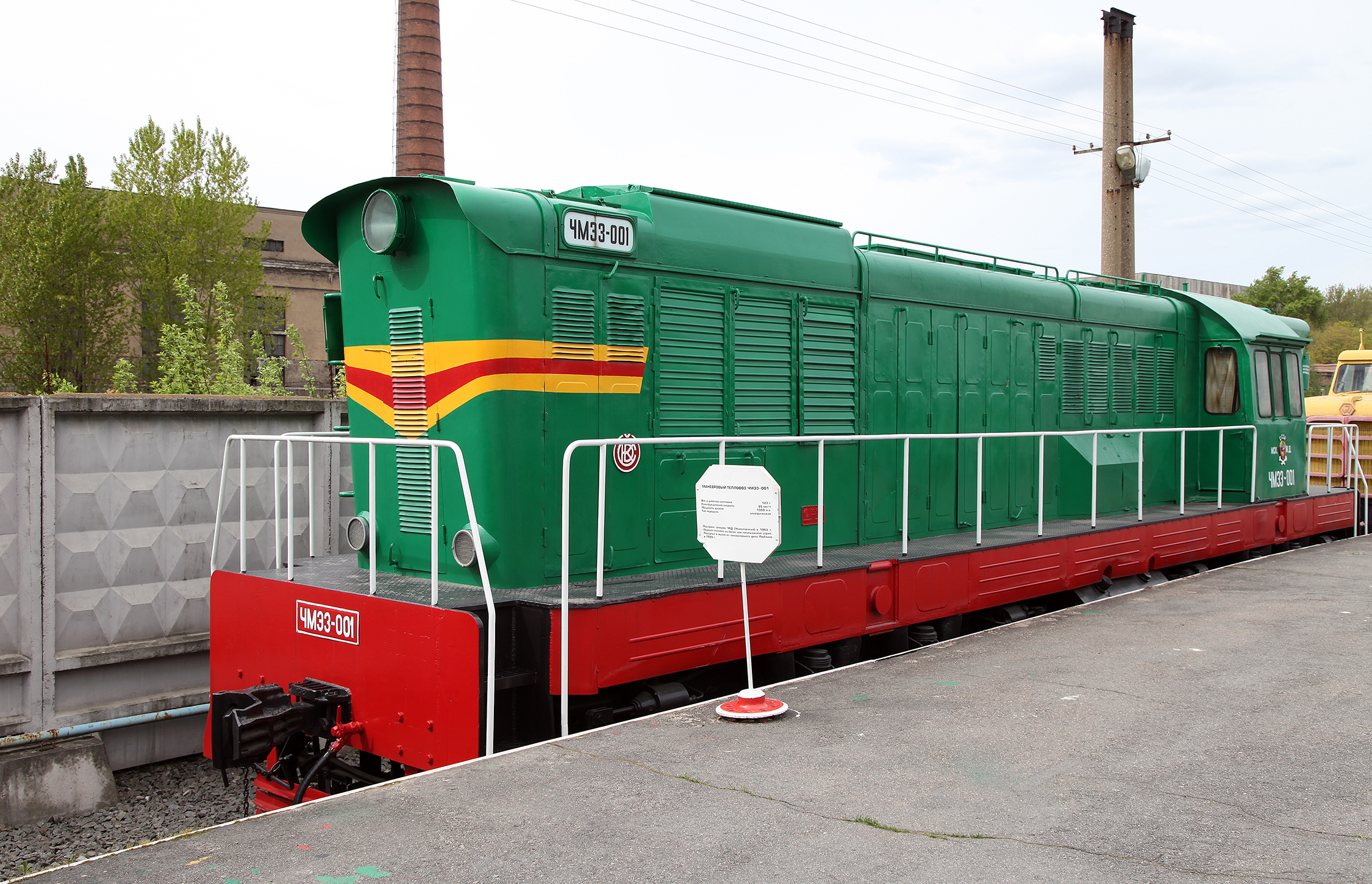
První vyrobená lokomotiva ČME3-001 v muzeu v Petrohradu

Projekt nové šestinápravové posunovací lokomotivy vznikl v ČKD počátkem 60. let, jelikož stávající největší řada T 458.1 (dnes 721) na nejtěžší posun a přetahy ve velkých uzlech nestačila (pouze v případě využití jejích dvojic, což nebylo v praxi zcela ideální). Zároveň o podobnou lokomotivu projevil zájem i Sovětský svaz, který již nakupoval stroje řady ČME2, vycházející z tuzemské řady T 458.1. Oba požadavky proto byly řešeny jako jeden projekt a šéfkonstruktérem lokomotivy byl Ing. Bohumír Jankovský. Nová lokomotiva dostala československé označení T 669.0 (na export do SSSR ČME3, v návaznosti na předchozí menší stroje ČME2) a první prototypy obou řad byly dokončeny v roce 1963. Na sklonku téhož roku pak stroje ČME3-001 a 002 odjely do SSSR, přiděleny byly do depa Moskva-Ljublino. Po dobrých zkušenostech začala následující rok sériová výroba, která probíhala nepřetržitě až do roku 1991. Konstrukce lokomotivy byla v průběhu výroby zdokonalována a některé konstrukční celky jsou u novějších lokomotiv řešeny jinak než u prvních sérií. Vzhledem k plným výrobním kapacitám ČKD (prioritu měla výroba na export) byla sériová výroba strojů pro tuzemsko předána do SMZ (Strojárske a metalurgické závody) v Dubnici, kde probíhala do roku 1972. SMZ v Dubnici rovněž zajišťovaly sériovou výrobu rámů podvozků pro sériové ČME3 z ČKD.
V roce 1977 byly vyrobeny prototypy verze ČME3M, vybavené cize buzenými trakčními motory a na kterých byla poprvé zkoušena elektrodynamická brzda (EDB). Přes velmi dobré trakční vlastnosti ale trpěly množstvím poruch, tato verze tak zůstala u těchto dvou strojů. EDB se však osvědčila a úspora brzdových zdrží díky ní dosahovala desítek procent, proto se s ní na typu ČME3 experimentovalo dále. Výsledkem se stala verze ČME3T vyráběná sériově od roku 1984. Vrcholem vývoje jsou pak stroje typu ČME3E, vybavené elektronickými bloky v ovládacích obvodech. Vyrobeno jich bylo necelých 250 kusů a po dvou letech byla jejich výroba ukončena ve prospěch jednoduššího a spolehlivějšího typu ČME3T. Přesto se osvědčily a na RŽD jsou ve velkém počtu stále provozovány. Projektovány byly i další varianty (například s pohonem na zemní plyn, označení ČME3G), všechny ale zůstaly pouze na papíře. K realizaci této myšlenky došlo až v roce 2011, kdy byla v Rusku dle zadání RŽD dokončena prototypová úprava sériového stroje ČME3-1994 na kombinovaný pohon naftou a stlačeným zemním plynem podle projektu výzkumného ústavu VNIIŽT. Stroj obdržel označení ČME3G-1994 a byl nasazen do šestiměsíčního zkušebního provozu v moskevském depu Lichobory-Okružnye, který prokázal předpokládané úspory nafty.
Poslední vyrobená série typu ČME3T čítala 200 kusů a vyrobena byla roku 1991. Mnoho lokomotiv však nebylo odběratelem zaplaceno a podnik ČKD se proto poté dostal do finančních potíží, což byla jedna z mnoha příčin, které jej později dovedly až k zániku. Dodatečně byla ještě vyrobena malá série pěti kusů v roce 1994, zájem o tyto lokomotivy ale již upadl a nebylo jednoduché pro ně najít zákazníky. Tři z těchto lokomotiv skončily na Ukrajině. Úplně poslední vyrobené stroje (ČME3T-7458 a 7459) byly odkoupeny ŽOS Nymburk, kde byly dokončeny a oživeny. Obě se dostaly do Estonska, kam byly prodány teprve roku 2001. Tím byla výroba lokomotiv typu ČME3 završena.
V roce 1999 byla první lokomotiva ČME3-001, stále dislokovaná v depu Ljublino, předána do železničního muzea v Petrohradě, kde je k vidění i dnes.

## Technický popis

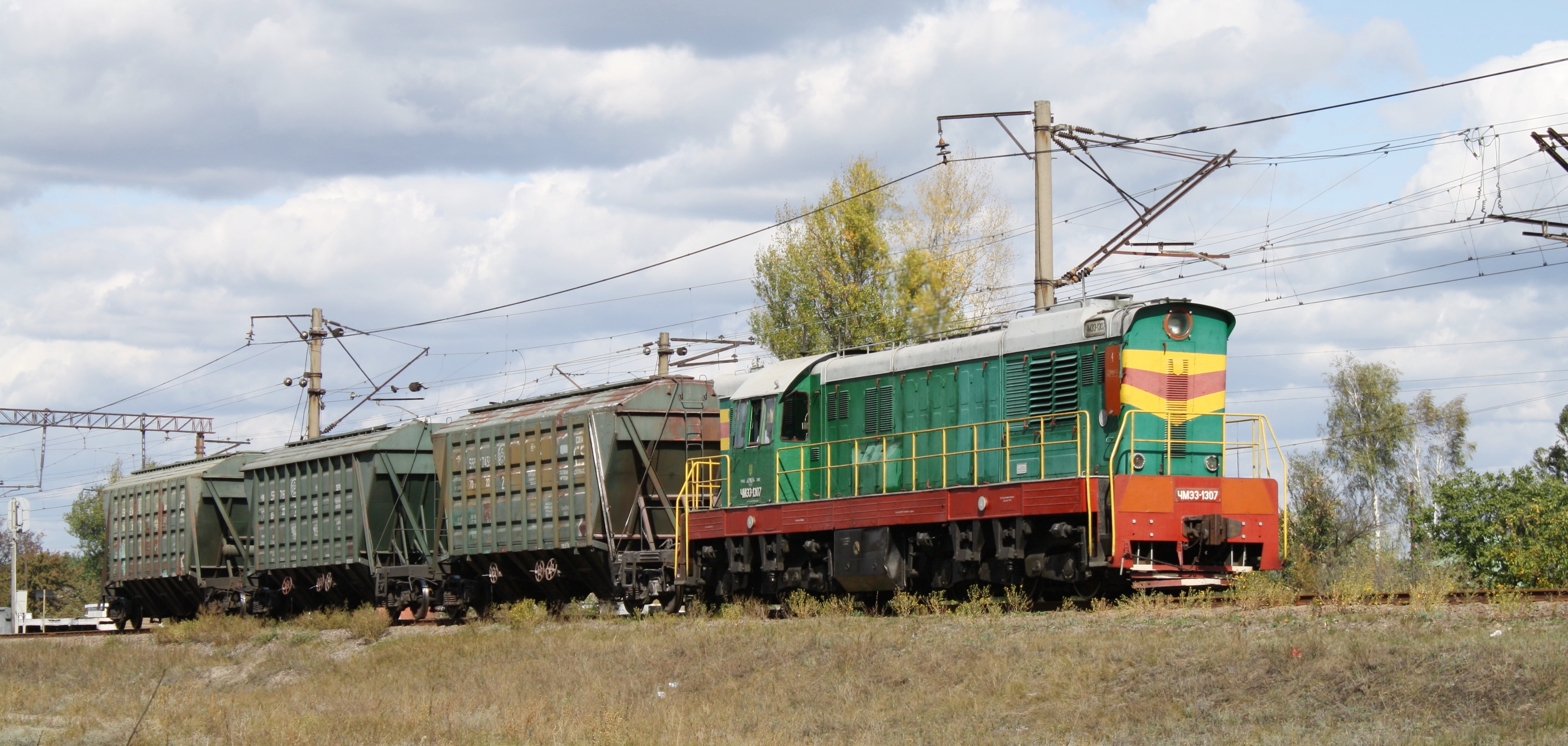
Řada ČME3 se uplatňuje i v dopravě nákladních vlaků na kratší vzdálenosti

### Mechanická část
V podstatné části konstrukce je lokomotiva shodná se souběžně vyvíjeným typem T 669.0 (770) pro tuzemské ČSD. Jde o lokomotivu kapotového uspořádání, jejíž pojezd tvoří dva třínápravové podvozky. Na nich je usazen hlavní rám a kapoty se všemi agregáty. Stanoviště strojvedoucího se nachází blíže zadnímu konci lokomotivy, mezi dvěma nestejně velkými představky. Jak již bylo zmíněno, vnější vzhled lokomotivy částečně kopíruje americké a ruské vzory, podle nichž byly v těchto zemích stavěny velké posunovací lokomotivy.

### Pohon
Stejně jako u předchozího typu ČME2 (721), přenos výkonu je elektrický stejnosměrný. Srdcem pohonného soustrojí je spalovací motor K 6 S 310 DR o výkonu 993 kW při 750 ot./min., umístěný v předním (větším) představku. Tento agregát vychází z původního motoru 6 S 310 DR z typu ČME2 a jeho výrobcem byl závod ČKD Naftové motory v Praze-Smíchově (po požáru tohoto závodu v létě 1980 byly některé motory vyráběny i v závodě ČKD Plotiště nad Labem). Později byl po úpravě použit například i v řadě 751. Jeho zdvihový objem činí 163,2 l, měrná spotřeba pak 221 g/kWh (přibližně 350 litrů nafty na hodinu plného výkonu). Pohonné hmoty jsou odebírány z palivové nádrže o objemu 6 000 l, zavěšené na rámu mezi podvozky. Motor je pevně spojen s trakčním generátorem, který vyrábí elektrickou energii pro trakční motory. Těch je celkem šest (pro každé dvojkolí jeden) a jsou uloženy v podvozcích. Celkový výkon přenosové soustavy dosahuje 885 kW.

### Rozdíly oproti T669.0
Jednou z mála odlišností od československých lokomotiv je provedení brzdy. Na rozdíl od domácího brzdiče Škoda N/O byla dle zvyklostí zákazníka použita sovětská brzda soustavy Matrosov s hlavními komponenty (brzdiče, rozváděč vzduchu) sovětské výroby. Primární brzdou je brzda špalíková, doplněná EDB, pokud je jí konkrétní lokomotiva vybavena. Samozřejmostí je pak šachta se spřáhlem SA-3 nahrazující v Československu běžně používané nárazníky a šroubovku. V zemích bývalého SSSR je navíc užíván těžší typ svršku, lokomotiva proto byla dobalastována na celkovou hmotnost 123 tun (proti 114,6 t u řady T 669.0). Pro provoz v chladných oblastech bylo upraveno chlazení a tepelná ochrana, stroj je díky tomu schopen provozu při teplotách až −60 °C. Další podstatnou změnou oproti československé verzi je dosazení sovětského vlakového zabezpečovacího zařízení typu ALSN. Z výroby lokomotivy odcházely v zeleném nátěru s červeným rámem a černým pojezdem, jenž byl zpestřen červeno-bílými doplňky. I dnes nese tento nátěr většina lokomotiv; především u RŽD je v posledních letech tento nátěr nahrazován korporátním červeno-šedým schématem.

## Využití

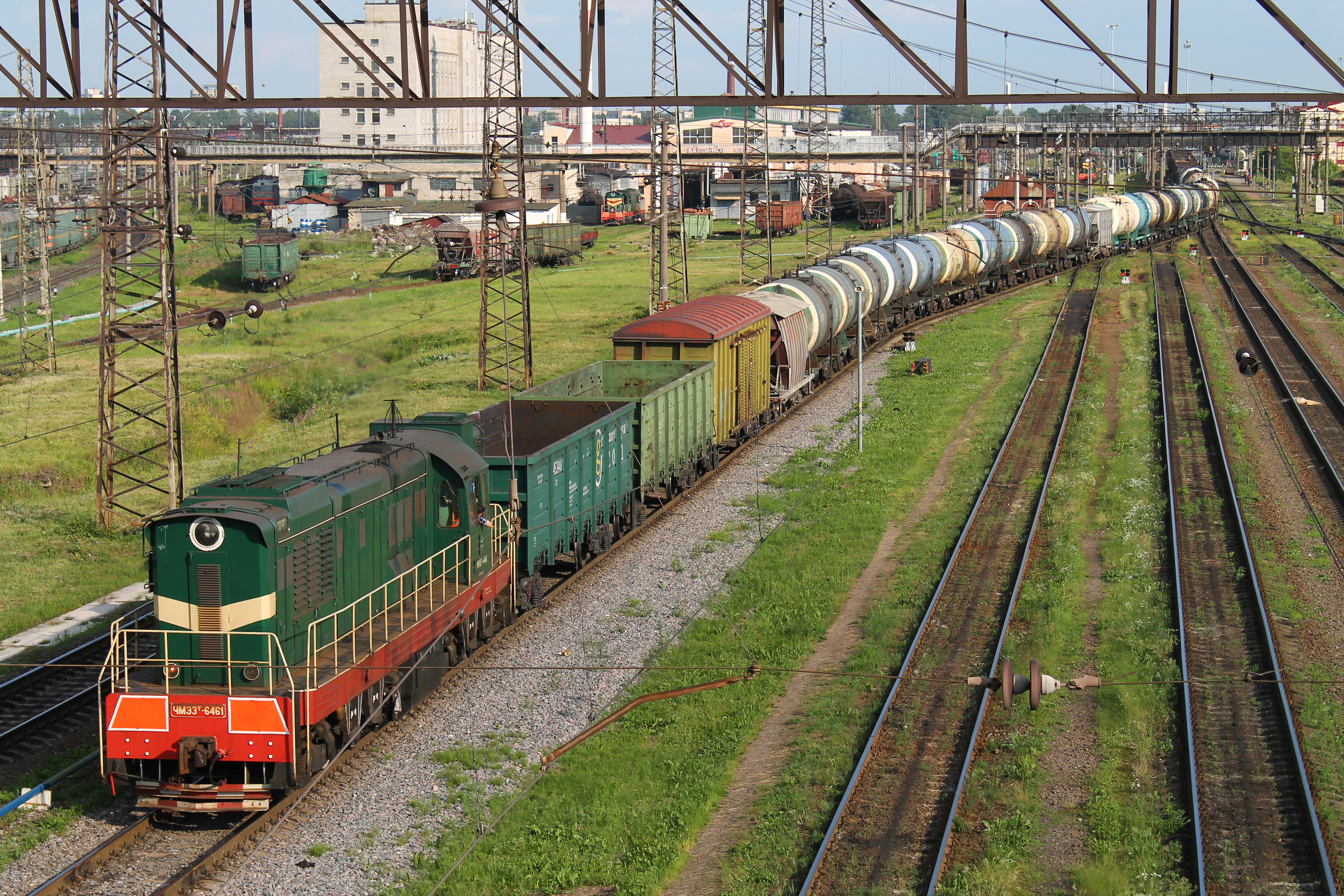
Typický obrázek z provozu této řady – posun s těžkými soupravami na seřadištích

S typem ČME3 bylo počítáno jako s univerzální lokomotivou pro široké spektrum posunovací služby, od sestavování vlaků na seřaďovacích nádražích přes práci na spádovišti až po přetahy velmi těžkých souprav mezi nádražími. V extrémních případech, kdy je potřeba přetahovat posunové díly o váze až 5 000 tun, jsou používány i ve dvojicích nebo s takzvanými boostery (viz dále). Po vyřazení starších řad sovětských lokomotiv se začaly více objevovat i v traťové službě, kde je jejich posláním doprava kratších nákladních vlaků na neelektrizovaných tratích. Více než 100 lokomotiv odebral sovětský průmysl a jsou nasazeny i ve vlečkové dopravě průmyslových podniků.
Ačkoliv není tato řada vybavena žádným zařízením pro vytápění soupravy, v některých oblastech Ruska je používána i v osobní dopravě. Jde ale obvykle o krajně nouzové řešení, zapříčiněné nedostatkem motorových vozů či jiných lokomotiv. Výjimečně se může objevit i v čele rychlíků.

## Provoz

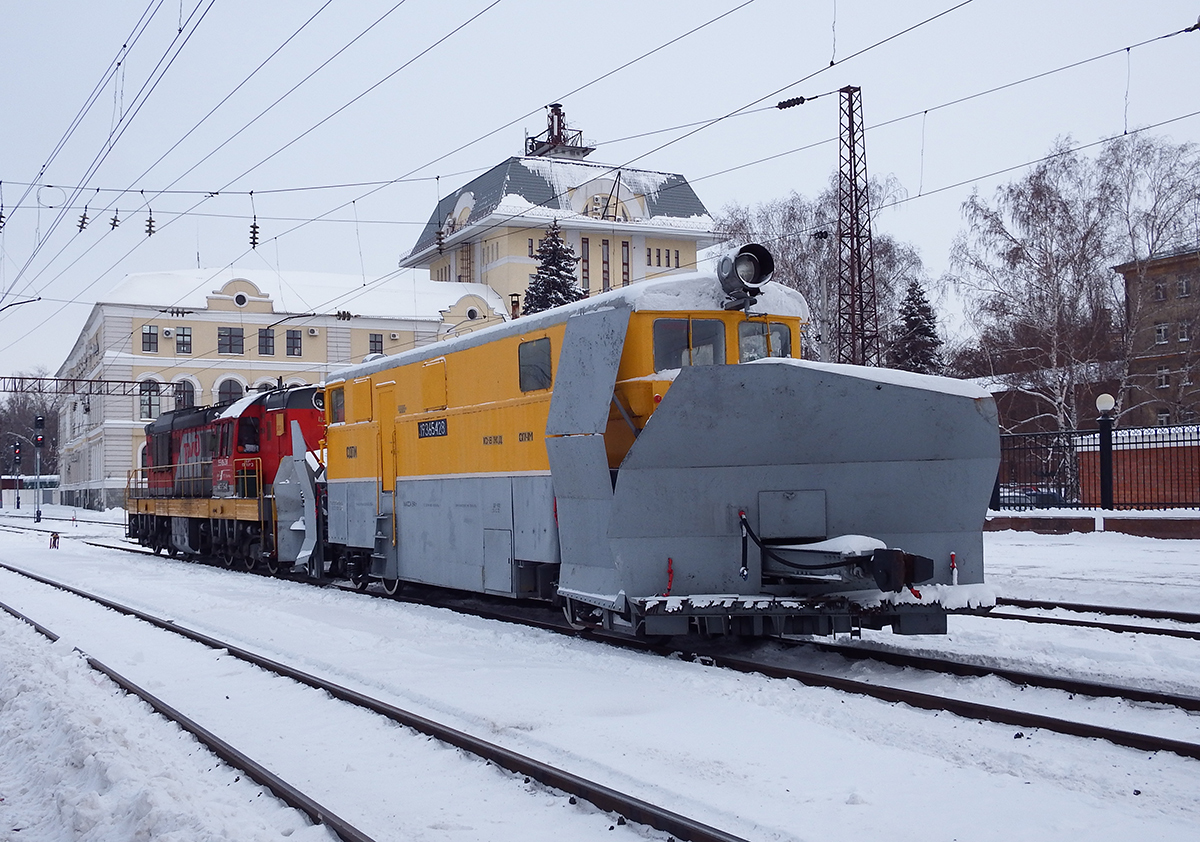
Zimní práce pro typ ČME3 – doprava a pohon sněhových fréz, zde nedaleko Voroněže

Vzhledem k velmi vysokému počtu vyrobených lokomotiv se tyto stroje postupem času rozšířily v podstatě po celém SSSR a objevily se v každém větším depu, disponujícím motorovými lokomotivami. Provozovány jsou za polárním kruhem (například depo Vorkuta) stejně jako v ukrajinských stepích, ve středoasijských republikách či na ruském Dálném východě. V některých depech jejich počet nezřídka přesahuje i stovku kusů; v evropské části Ruska jsou nejvíce soustředěny v depech v Moskvě, Petrohradu, Saratově a Kazani, na severu pak i v Murmansku. Nejvýchodněji jsou provozovány v Komsomolsku na Amuru a Vladivostoku.
Z celkového počtu téměř 7 500 vyrobených strojů zůstává i po roce 2010 aktivních většina, jelikož za ně často neexistuje adekvátní náhrada. Po rozpadu SSSR si lokomotivy rozebraly jednotlivé národní železniční společnosti, jsou tak k vidění prakticky ve všech nástupnických zemích, od Pobaltí až k pobřeží Tichého oceánu. V rámci přeshraniční dopravy zajíždějí i do přechodových stanic v Číně a Mongolsku. V Rusku a v Bělorusku byly některé stroje upraveny i pro provoz s tzv. boostery, na jejichž výrobu v železničních dílnách posloužily odstrojené rámy s pojezdem ze zrušených lokomotiv řady TE3 (TE7), M62 nebo TEM2, vybavené pouze balastem pro patřičné zatížení. Trakční motory boosteru jsou napájeny z generátoru stroje ČME3 a díky nim lokomotiva disponuje dvojnásobnými silami při polovičních rychlostech, jež jsou při těžkém posunu žádoucí. Tato metoda byla na těžkém posunu rozvinuta a hojně využívána především v USA. K myšlence boosterů se v moderní historii vrátily Lotyšské železnice. V návaznosti na úspěšnou modernizaci svých ČME3 podle projektu české společnosti CZ LOKO objednaly u téhož výrobce projekt a výrobu komponentů pro výrobu boosterů z rámů zrušených ČME3 s určením pro práci na sklonově a směrově náročných seřadištích v lotyšském Daugavpilsu. Montáž a oživení boosterů (označených ČME3B) byly provedeny v rižských železničních dílnách LDz RSS, a to včetně nezbytných úprav na modernizovaných ČME3M, vybraných pro provoz s boostery.

## Úpravy a modernizace

### ČME3K

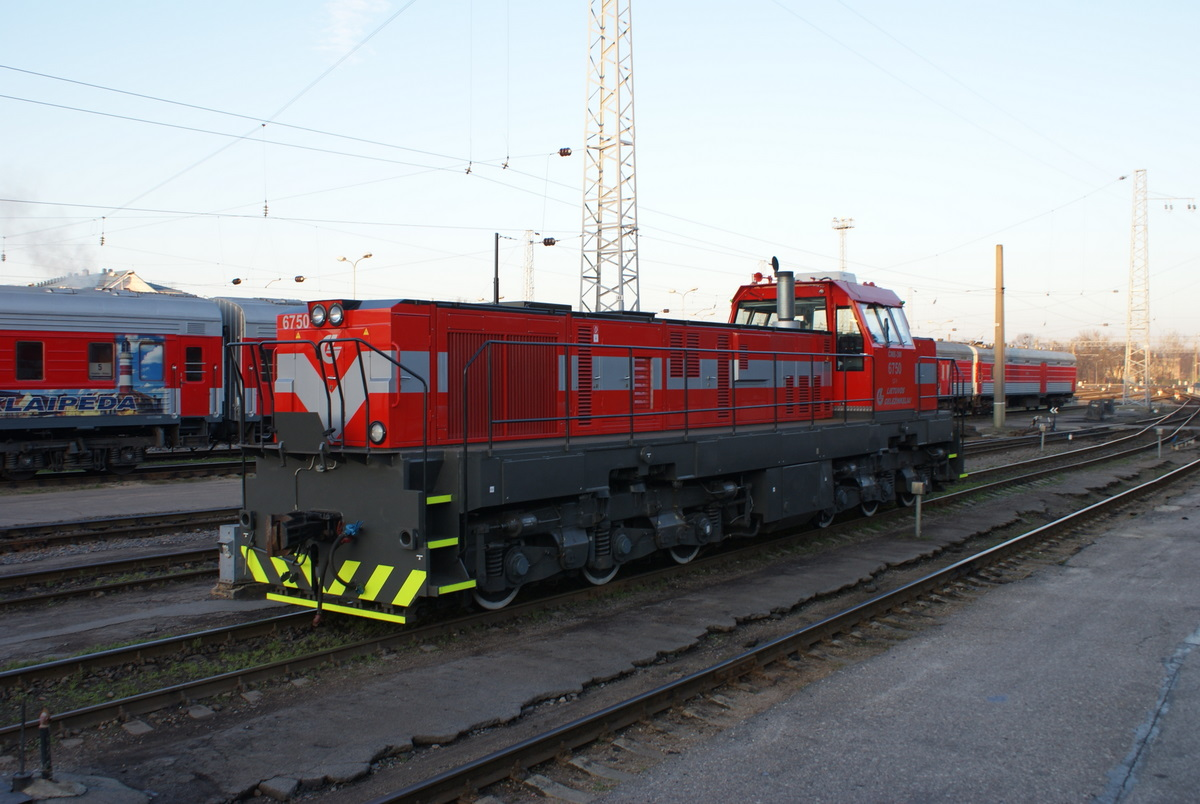
Litevský stroj typu ČME-3M po rozsáhlé modernizaci

Lokomotivy této řady jsou ve službě již několik desetiletí a to s sebou přineslo také potřebu je zmodernizovat, repasovat a prodloužit životnost. I přes vysokou provozní spolehlivost, jednoduchost a nenáročnost bylo nutné provést úpravy, vedoucí k jejich dalšímu vylepšování. Kromě dodatečné montáže EDB na část starších lokomotiv „klasické“ řady ČME3 bylo za provozu různě upravováno řízení či vyměňovány části s menší životností za nové, využívající současné modernější technologie. Remotorizace nebo úpravy většího rozsahu jsou ale vzácné – příkladem může být zkušební osazení stroje ČME3-1026 motorem z lokomotivky v Kolomně (nově označena typem ČME3K). Ve větších počtech k těmto vylepšením nedošlo. Některé lokomotivy byly podrobeny často krajně nezvyklým úpravám, včetně dosazení vibračních pantografů (pro odstraňování námrazy z troleje), případně jsou osazovány speciálním zařízením pro mazání styčných ploch hlav kolejnic za jízdy, umístěným na čelníku rámu lokomotivy (řešení velmi rozšířené zejména v Rusku). V oblastech s velkými úhrny sněhových srážek byly stroje upraveny pro napájení a provoz se sněhovými frézami; po dosazení masivních pluhů slouží k prorážení závějí v hůře přístupných oblastech.

### Modernizace firmy JaERZ

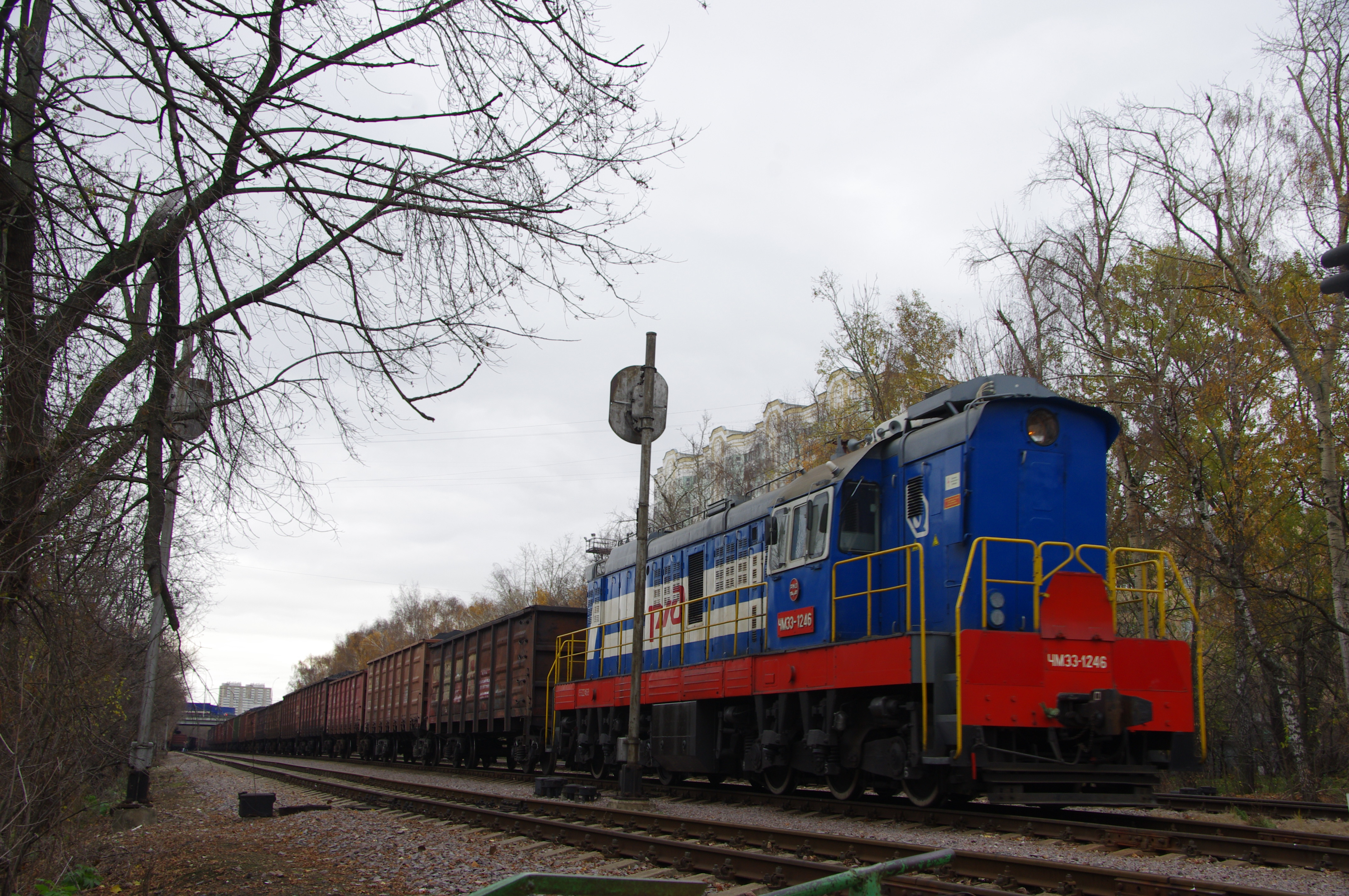
ČME3-1246 se dvěma diesely

V létě 2008 byla provedena modernizace lokomotivy ČME3-4342. Práce prováděl Jaroslavský závod na opravy elektrických lokomotiv, nebo JaERZ (rusky Ярославский электровозоремонтный завод, ЯЭРЗ). Starý dieselový generátor nahradily dva nové agregáty (výrobce — Jaroslavský motorový závod, nebo JaMZ (ЯМЗ)).  Byl to vývojový projekt z Všeruský výzkumný konstrukční a technologický institut kolejových vozidel, nebo VNIKTI (rusky Всероссийский научно-исследовательский конструкторско-технологический институт подвижного состава, ВНИКТИ).
Modernizace byla provedena s cílem zvýšit spotřebu paliva pro manévrovací lokomotivy provozovaného parku, snížit znečištění životního prostředí použitím moderních dieselů a zlepšit pracovní podmínky strojvedoucího. Je zaveden mikroprocesorový systém řízení a diagnostiky, je instalován automatický univerzální systém měření hladiny paliva v nádrži, jsou vybaveny modulární pracoviště v kabině strojvedoucího, je použita modulární šroubová kompresorová jednotka. Lokomotiva je vybavena elektrickým přenosem střídavého proudu V důsledku toho byla úspora paliva mezi 4 a 15 % (V závislosti na provozních podmínkách). Předpokládaná doba návratnosti investičních nákladů nejvýše 7,1 roku. Několik dalších lokomotiv ČME3 bylo modernizováno podle tohoto schématu (např. ČME3-1246, -2134, -2365, -2781, -4423). Celkový výkon dieselů 2x478=956 kW, hmotnost ve službě 123 000 kg, zatížení z dvojkolí na koleje – ne více než 201,1 kN, konstrukční rychlost 95 km/h, rychlost dlouhého režimu 11,4 km/h. Tažná síla při dotyku z místa nejméně 302,0 kN (při poměru spojky 0,25), při dlouhém režimu nejméně 225,6 kN (rychlost dlouhého režimu 11,4 km/h). Zásoby vybavení: paliva — 6000 l, písku — 1500 kg.

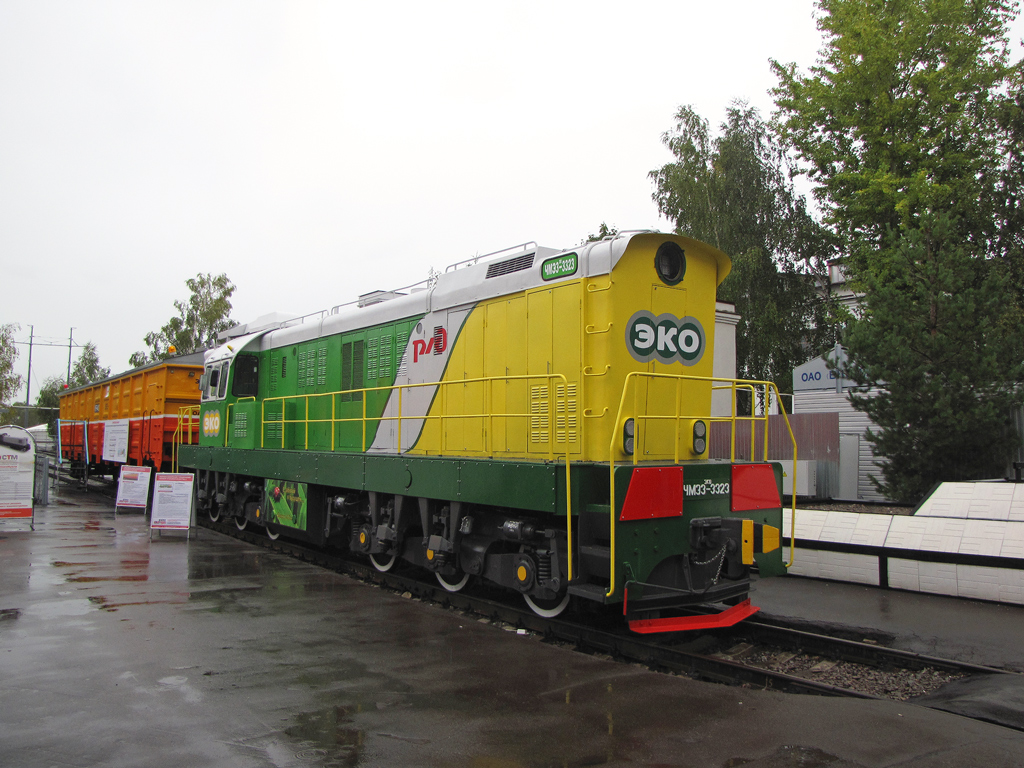
ČME3-1246 se třemi diesely

Po realizaci projektu se dvěma diesely JaERZ přešel na schéma se třemi. Projekt takové modernizace byl vyvinut pracovníky Inženýrského centra (pobočky OAO „Želdorremmaš“) na základě základních technických řešení VNIKTI. Tato lokomotiva má pod kapotou tři malé pohonné jednotky. Dvě z nich jsou dieselové generátory (výkon každého 478 kW) od JaMZ a třetí od firmy Cummins s výkonem 24 kW. Díky speciálnímu algoritmu provozu těchto motorů je dosaženo snížení škodlivých vlivů na životní prostředí a úsporu paliva. Lokomotiva dostala označení ČME3EKO (rusky ЧМЭ3ЭКО).
Při běžném provozu manévrovací lokomotivy s jedním Dieselem až 60% času je pohonná jednotka v klidu, spotřebovává přebytečné palivo a spotřebovává svůj zdroj. Na rozdíl od takové lokomotivy pracuje na ČME3EKO během výpadku mezi jednotlivými manévry pouze pomocný dieselový generator. Na rozdíl od takové lokomotivy pracuje na nové lokomotivě během pauzy mezi jednotlivými manévry pouze pomocný dieselový generator. Zajišťuje provoz mikroprocesorového řídicího systému, ohřev chladicích systémů hlavních dieselů (prostřednictvím výměníků tepla), provoz kompresorové jednotky a také vytápění řídicí kabiny a nabíjení baterie. V případě potřeby manévrovacích prací s malým zatížením je do provozu dodatečně zařazen jeden z hlavních dieselů, který umožňuje jízdu rychlostí 3,5 až 25,0 km / h s tažnou silou až 232,4 kN. Volba plug-in dieselu se provádí automaticky (podle nejmenšího použitého zdroje). Při maximálním zatížení je spuštěn druhý hlavní Diesel, který umožňuje dosáhnout rychlosti až 95 km / h při síle tahu až 304 kN. Celkový výkon dieselů 980 kW, konstrukční rychlost 95 km/h, Tažná síla při dlouhém režimu nejméně 225,6 kN (rychlost dlouhého režimu 11,4 km/h).

### Modernizace firmy CZ LOKO
Komplexní modernizace technicky i morálně zastaralých ČME3 provádí od roku 2006 česká společnost CZ LOKO (v době vzniku prototypové modernizace nesla jméno ČMKS Holding). Společným znakem těchto úprav je náhrada prakticky všech původních komponentů a zařízení novými, kromě hlavního rámu a pojezdu, u kterých se předpokládá nejmenší opotřebení a nejdelší životnost. Na odstrojeném a upraveném hlavním rámu jsou rozmístěny moderní komponenty, skryté pod nově koncipovanými sníženými kapotami. Celé pohonné soustrojí je zaměněno za nové s motorem CAT, je dosazeno mikroprocesorové řízení, EDB, přenos výkonu je nahrazen střídavě-stejnosměrným. Pro zlepšení rozhledu a komfortu obsluhy je lokomotiva opatřena zcela nově koncipovanou věžovou kabinou. Z původních komponentů zůstávají pod kapotou pouze ventilátory trakčních motorů. Dále jsou zachovány celé podvozky i samotné trakční motory, které procházejí hlavní opravou a doplněním nových komponentů (např. systém mazání okolků). Prototypová rekonstrukce ČME3 proběhla na Ukrajině společnými silami TRZ Poltava a CZ LOKO, a to na stroji ČME3-1744, který byl po dokončení v roce 2007 označen ČME3P-1744. Lokomotiva byla předána do depa Popasnaja Ukrajinských železnic, kde je v provozu do současnosti (2016), ale zůstala osamocena. Sériové rekonstrukce se rozběhly až v Pobaltí, konkrétně v Litvě ve VLRD Vilnius. Litevské modernizované stroje obdržely označení ČME-3M (s původními prototypy z ČKD se stejným označením nemají nic společného). Následně byly Litevskými železnicemi přeznačeny na řady ČME-3ME a ČME-3MG, a to podle varianty hnacího agregátu (s motorem CAT3512, resp. s motorem CAT 3508). Ukrajinská ČME3P i litevské stroje obdržely červený nátěr, odvozený od českého ekvivalentu, řady 774.7.

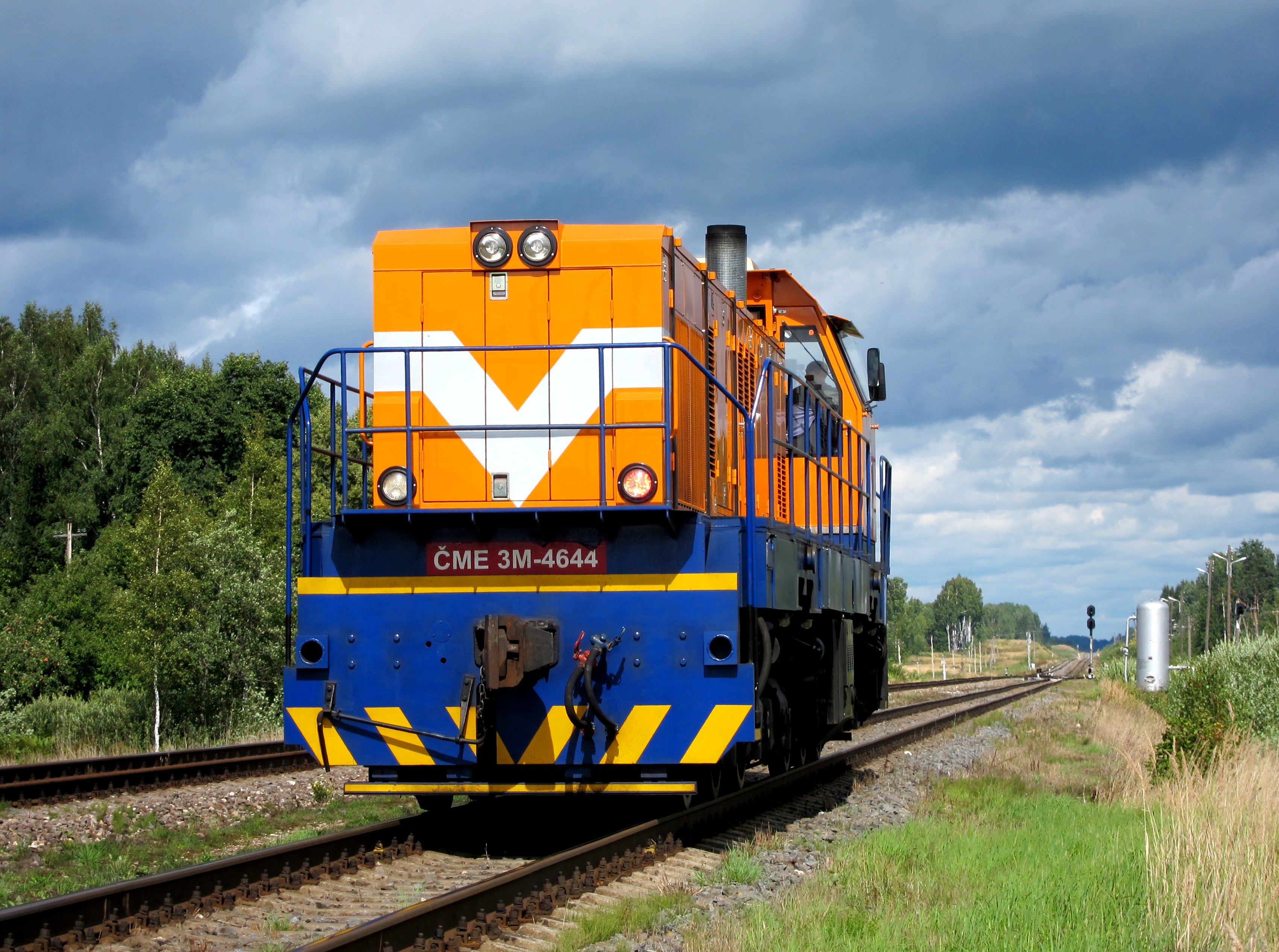
Modernizovaná lotyšská lokomotiva ČME3M-4644

Další zemí, která přistoupila k modernizaci svých ČME3 podle projektu CZ LOKO, bylo Bělorusko. Stroje pro Běloruské železnice jsou označeny řadami TME1 a TME2 a opět se v zásadě liší použitým typem spalovacího motoru (CAT 3508 vs. CAT 3512). V roce 2011 se k podobnému kroku rozhodly i Lotyšské železnice a ve spolupráci s CZ LOKO začaly s modernizací svých vlastních ČME3 (později doplněných o vraky zakoupené v Estonsku) v rižských dílnách své dceřiné společnosti LDz RSS. Nejvíce takto upravených lokomotiv je provozováno v Bělorusku, následuje Litva a Lotyšsko; typ ČME3 v klasickém provedení zejména v Litvě a Bělorusku téměř vymizel a většinu výkonů převzaly modernizované lokomotivy. Poslední pobaltská země, Estonsko, zatím žádnou podobnou rekonstrukci ČME3 nerealizovala. Estonské železnice (EVR) se po fiasku s nákupem nových posunovacích lokomotiv čínské výroby prozatím vydaly cestou modernizace svých lokomotiv typu C30 americké výroby. Dodejme, že estonský dopravce Sillamäe Sadam zakoupil od roku 2011 celkem 4 kusy nových lokomotiv řady TEM TMH, vyrobených ve VLRD Vilnius opět podle řešení CZ LOKO, který koncepčně vychází z modernizačního projektu ČME3. V tomto případě je ale použit nově vyrobený hlavní rám a pojezd, které pocházejí od ruského výrobce BMZ Brjansk (součástí skupiny Transmašholding, odtud TMH v označení) a který je standardně využíván pro sériové stroje řady TEM18DM a TEM18V. Rodina modernizovaných „čmeláků“ se v roce 2014 rozrostla o další tři lokomotivy řady 774.7F pro finského dopravce Fennia Rail. Inovovaný projekt opět pochází z dílny CZ LOKO. Dodejme, že čtvrtý objednaný stroj nakonec zůstal v Česku a rozšířil park půjčovny lokomotiv výrobce CZ LOKO. Prozatím posledním modernizačním počinem realizovaným na ČME3 společností CZ LOKO je komplexní přestavba dvou kusů ČME3 v Rusku pro soukromého zákazníka. Vnější vzhled lokomotivy odpovídá řešení použitému u finských strojů 774.7F, jsou však použity jiné komponenty, odpovídající ruským požadavkům, normám a předpisům. Finální montáž, oživení a zkoušky probíhají v ZMK Engels v Saratovské oblasti. První dokončený stroj nese označení ČME3M-4628.

## Další lokomotivy

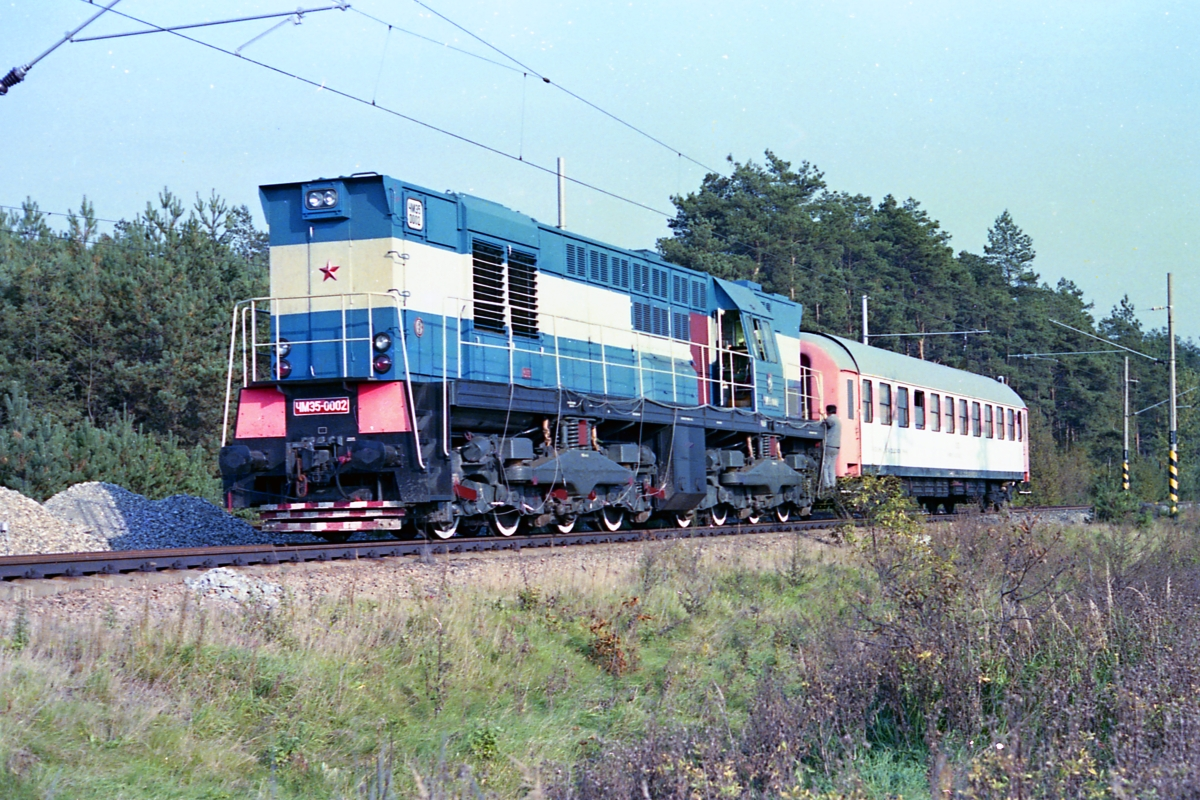
Lokomotiva typu ČME5 na zkušebním okruhu v Cerhenicích

Kromě lokomotiv pro Sovětský svaz byly stroje odvozené od tohoto typu úspěšně exportovány i do mnoha dalších zemí – 143 lokomotiv zamířilo do Polska, rovná stovka do Iráku a další série o několika desítkách kusů byly dodány do Albánie, Sýrie a Indie. Jednotlivé série se od sebe vzájemně lišily podle místa určení, stroje pro Irák proto byly vybaveny upravenými střechami, chlazením pro provoz v pouštních podmínkách a jiné.
Při započítání lokomotiv vyrobených pro tuzemsko bylo v ČKD vyrobeno během 31 let produkce 7 853 lokomotiv. Licenčně bylo navíc v SMZ postaveno 347 lokomotiv pro použití v Československu a celkovým počtem 8 200 kusů tak jde o jednu z největších sérií lokomotiv jednoho typu na světě. Zároveň je díky tomu téměř každá druhá lokomotiva vyrobená v ČKD právě typu ČME3 (a odvozených).
Tři z polských lokomotiv zmodernizovala CZ LOKO a na podzim 2015 dodala finské společnosti Fenniarail, u které jezdí pod označením Dr18.
Stále rostoucí hmotnost vlaků a s tím spojený nárůst objemu zátěže, rozposunovávané na seřadištích, přiměl konstruktéry k myšlence nové supertěžké posunovací lokomotivy, schopné typ ČME3 (případně jeho dvojice) na nejnáročnějších výkonech nahradit. Tak roku 1985 vznikla nová řada ČME5. Tato vpravdě obří osminápravová lokomotiva, stojící na čtyřech dvounápravových podvozcích (vždy po dvou ve společném rámu), disponovala motorem o výkonu 1 470 kW a její celková hmotnost dosahovala 168 t. Dva prototypy byly dodány opět do depa Ljublino, kde byly testovány. Po rozsáhlých zkouškách došlo o pět let později k výrobě desetikusové ověřovací série, jež skončila v depu Debalceve na východní Ukrajině (nedaleko Doněcku). I přes velmi vysoké tažné a brzdné síly nebyly lokomotivy příliš oblíbené ani spolehlivé a oba prototypy byly vyřazeny a sešrotovány již v roce 1999. Ověřovací série sloužila nadále na Ukrajině, do roku 2012 ale byly všechny stroje odstaveny. Lokomotiva ČME5–0008 skončila v místním muzeu, ostatní lokomotivy už neexistují, nebo čekají na šrotaci. Heslo „2000 lokomotiv ČME5 pro SSSR do roku 2000“ tak zůstalo nenaplněno.
Plánována byla ještě zdokonalená verze pod označením ČME6, změněné politické i hospodářské poměry po roce 1989 ale její vývoj zastavily a nedostala se dále než do stádia příprav.

## Galerie

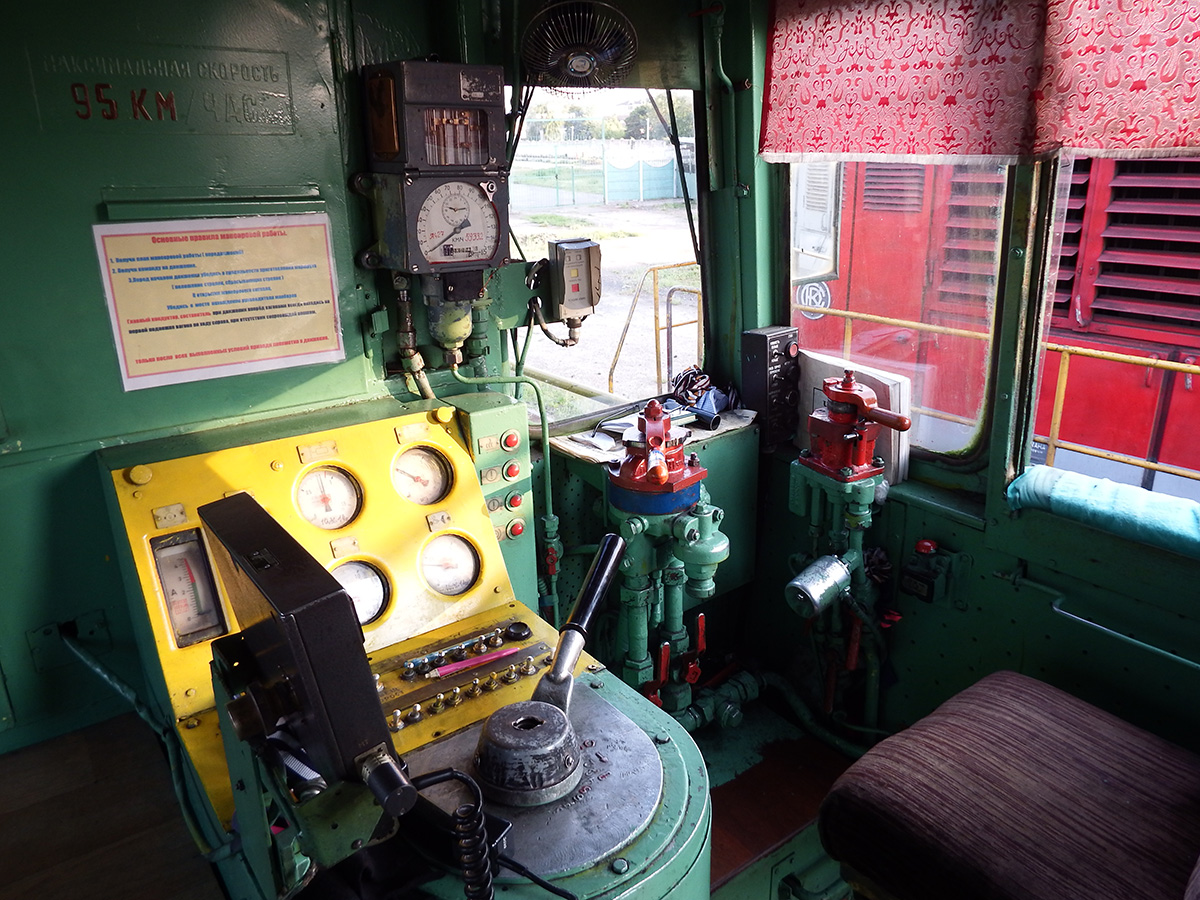
Stanoviště strojvedoucího v kabině lokomotivy ČME3; patrný je standardní ruský registrační rychloměr i brzdiče
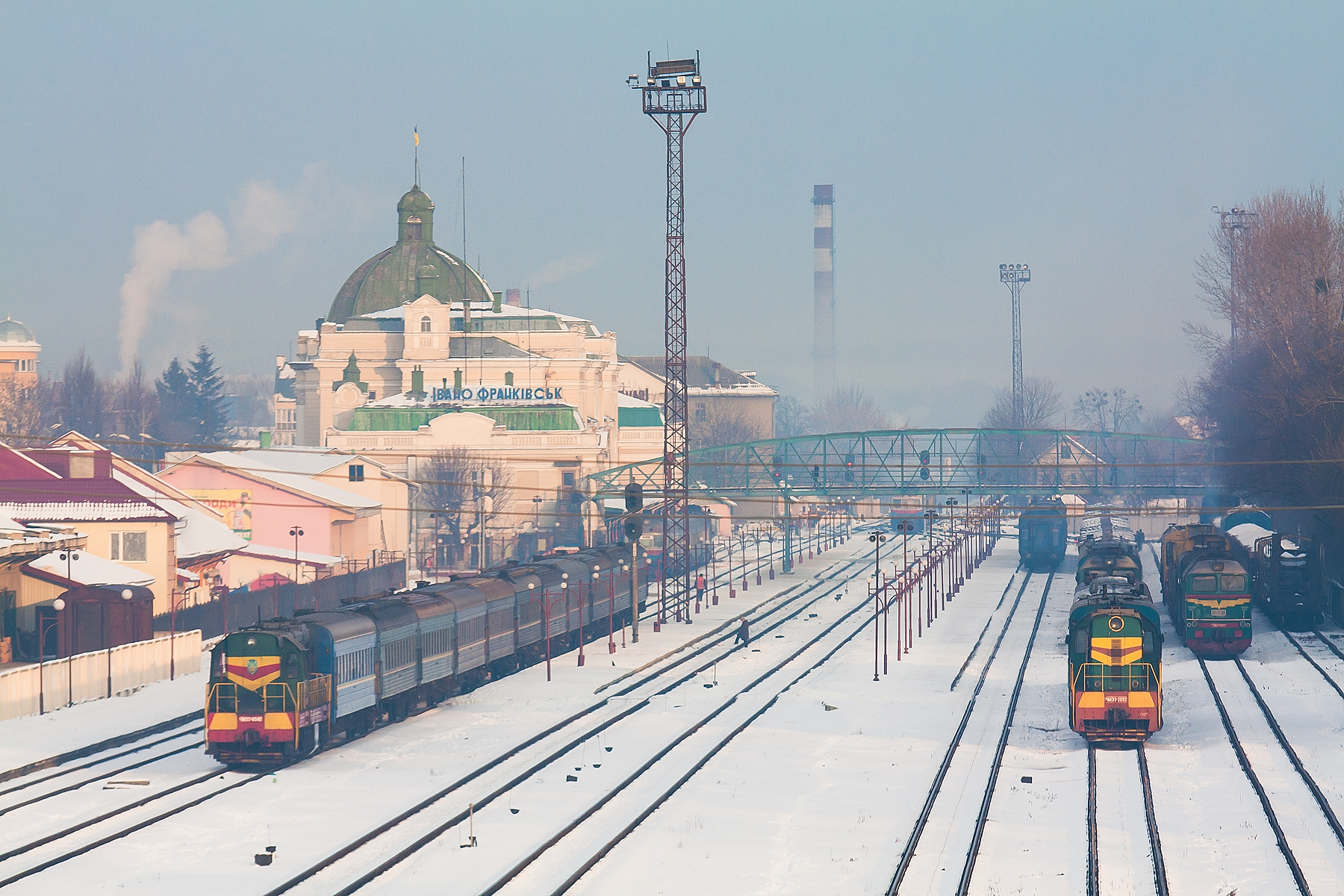
Stroje řady ČME3 spolu s typem M62 (odpovídající české řadě 781) v Ivano-Frankivsku
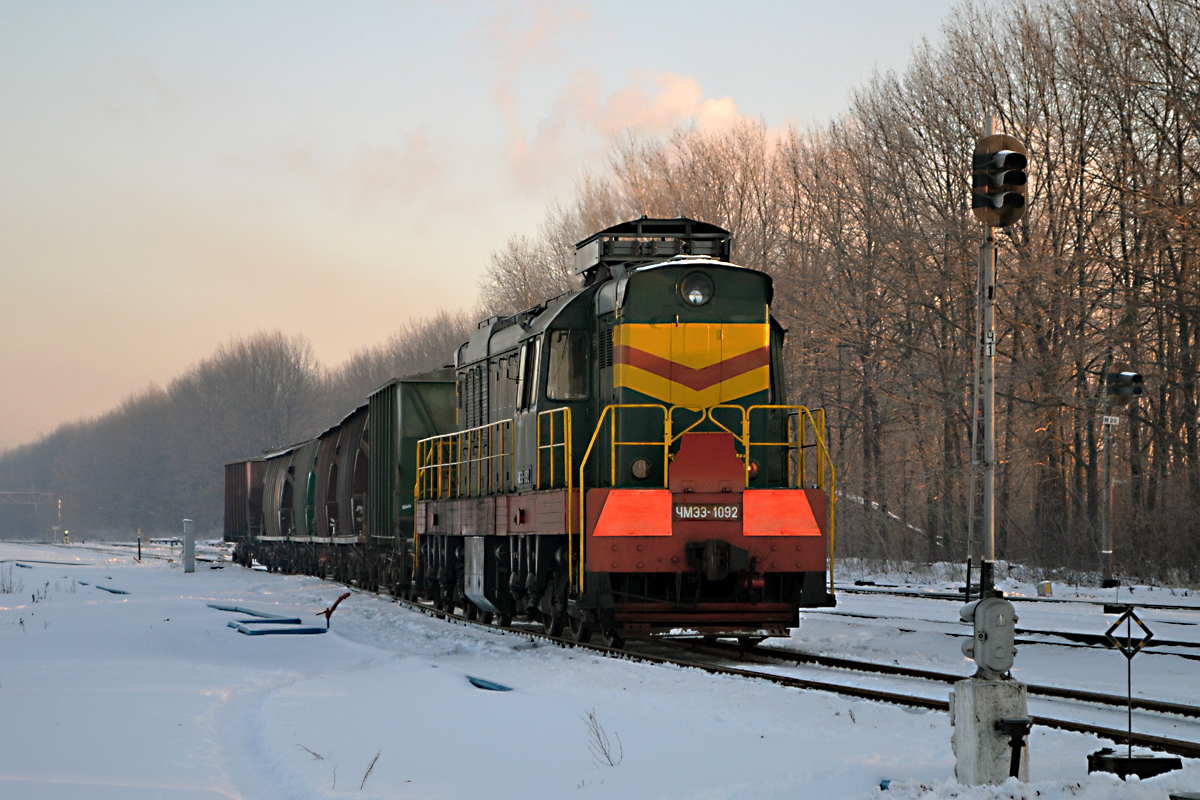
Poznávacím znamením dodatečně dosazené EDB je výrazný odporník na střeše lokomotivy
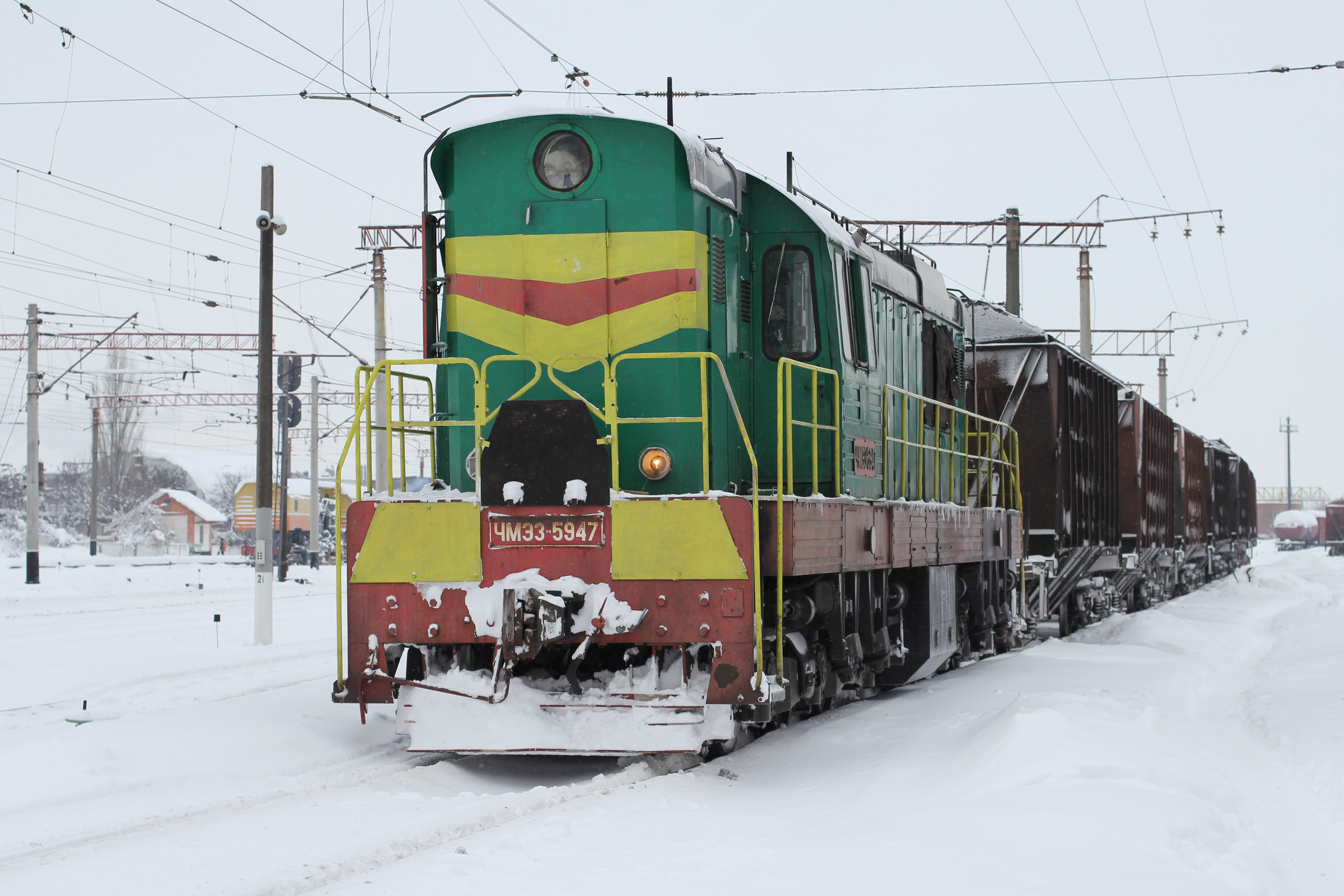
Pro provoz v zimním období jsou lokomotivy vybaveny masivním pluhem
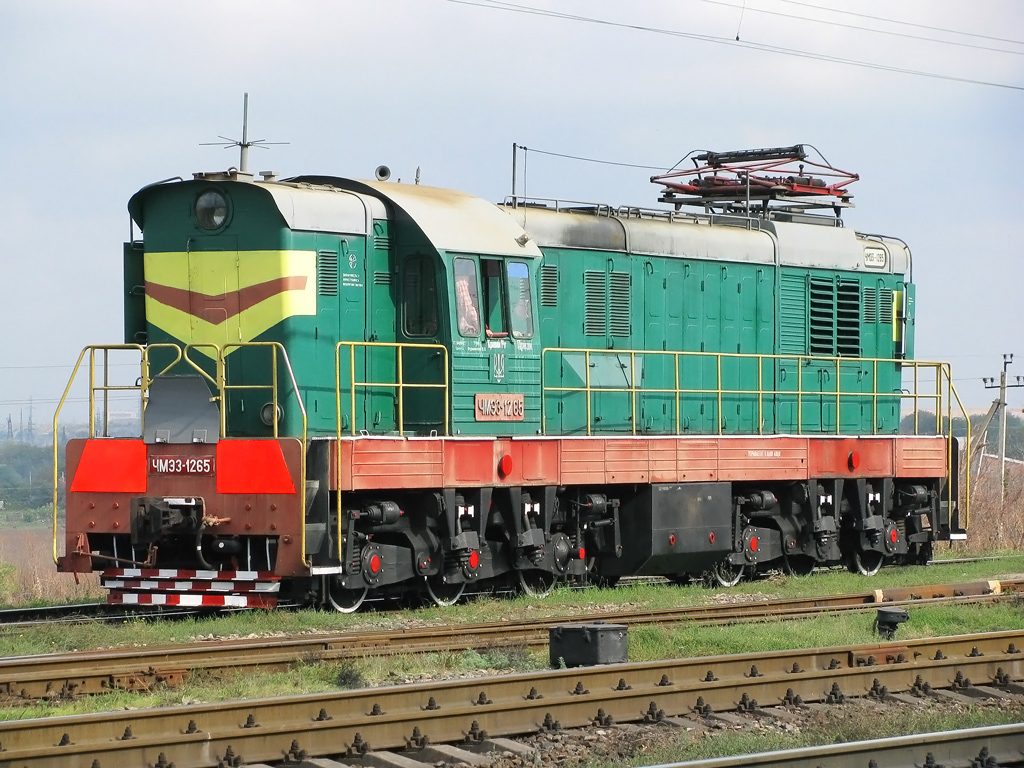
ČME3-1265 s pantografem k odstraňování námrazy z trakčního vedení. Místo smykadla je pneumaticky poháněný excentrický váleček, který námrazu oklepe.
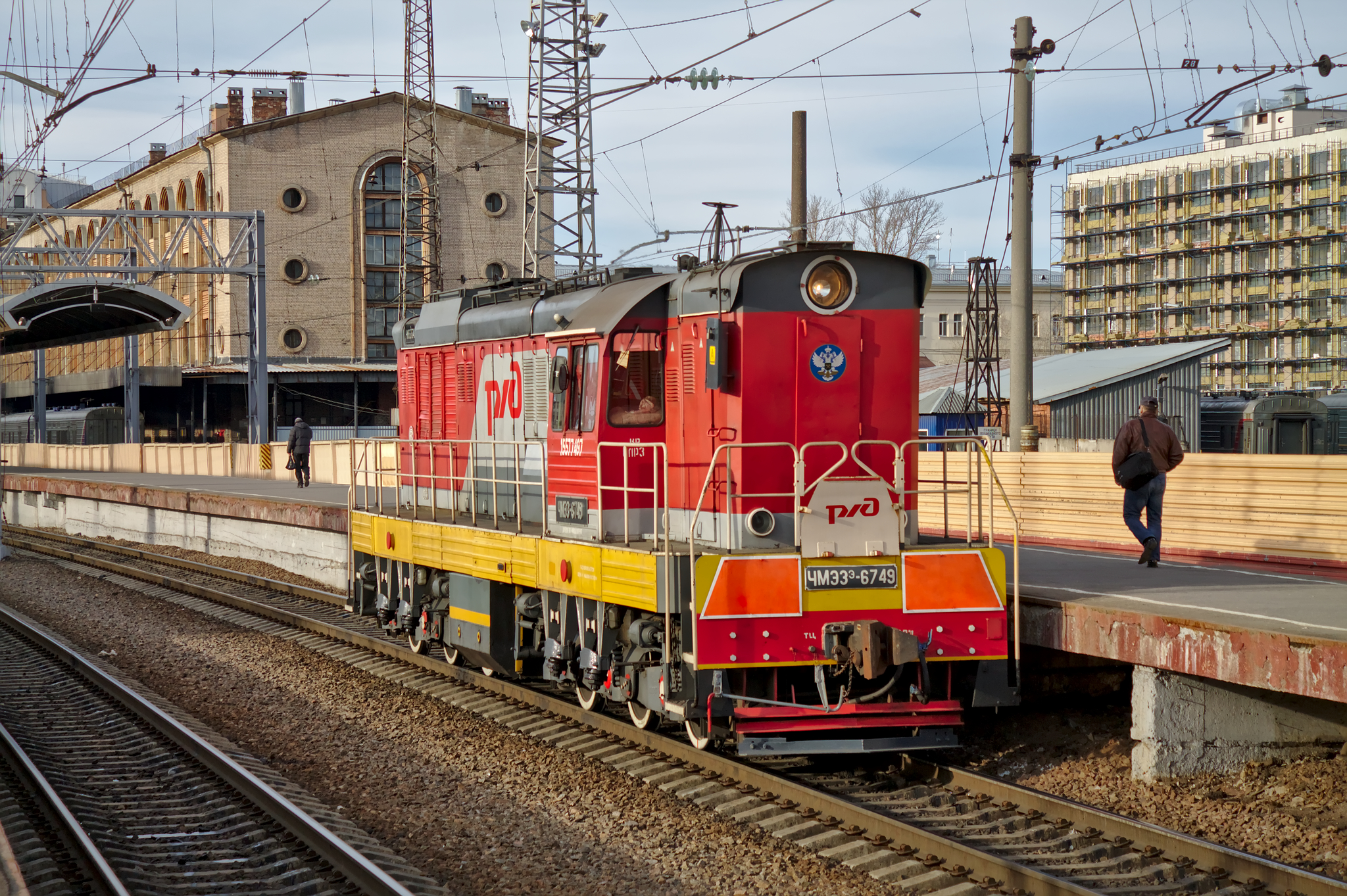
Současný nátěr lokomotiv u RŽD
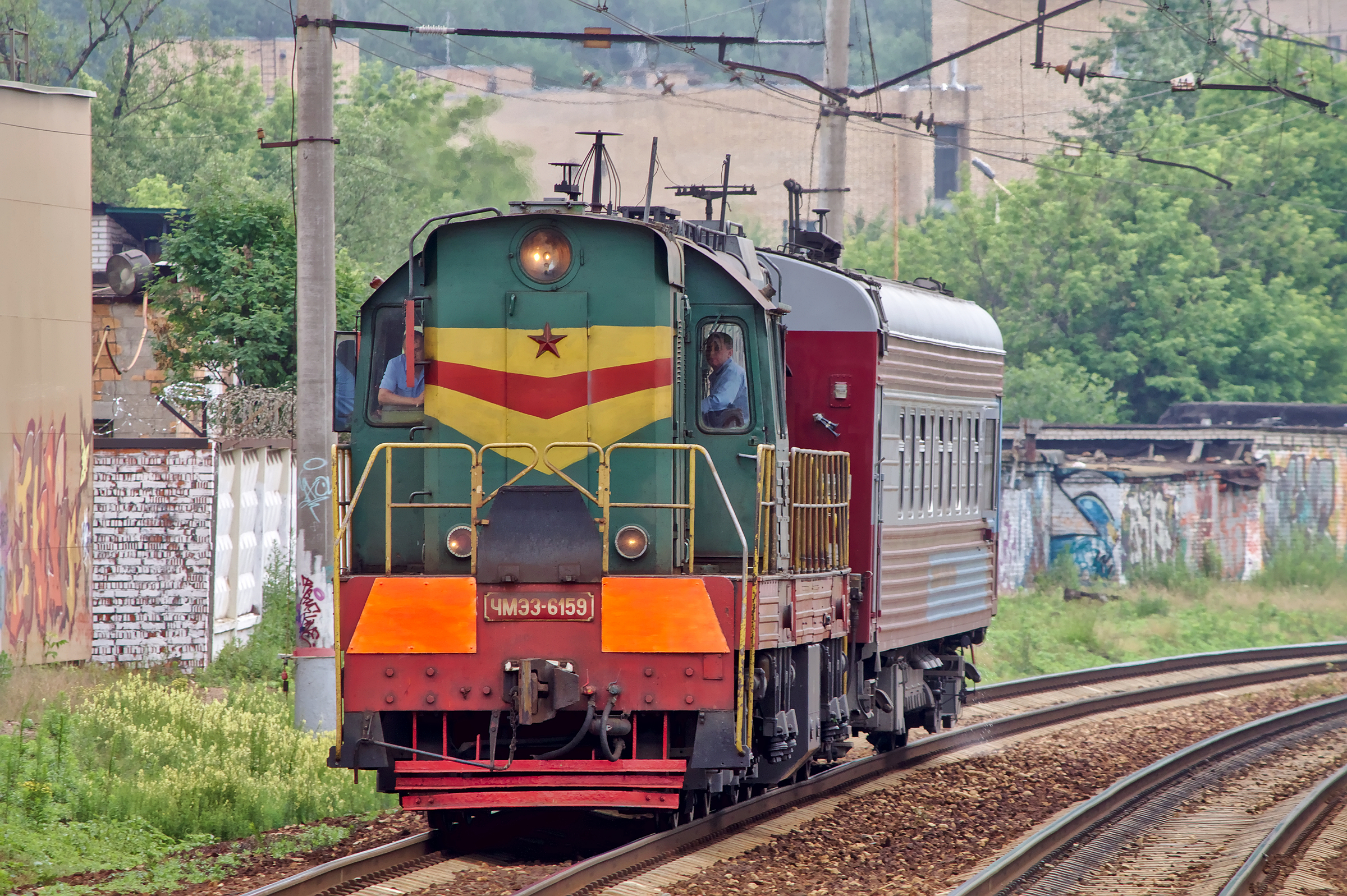
Řada ČME3 se nezřídka používá i na osobních vlacích, často s pouhým jedním vozem
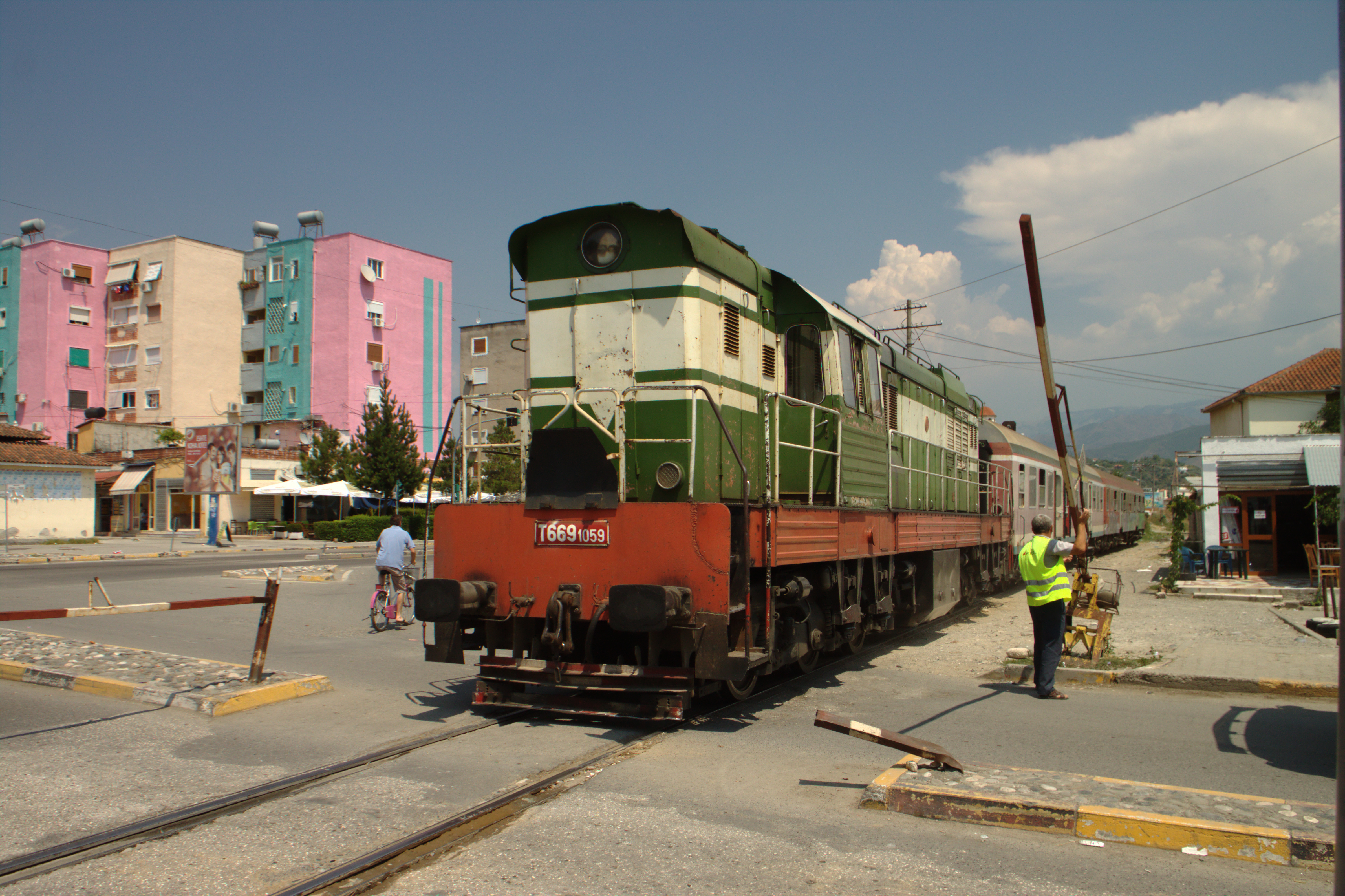
Některé z exportních lokomotiv jsou dodnes v provozu v Albánii
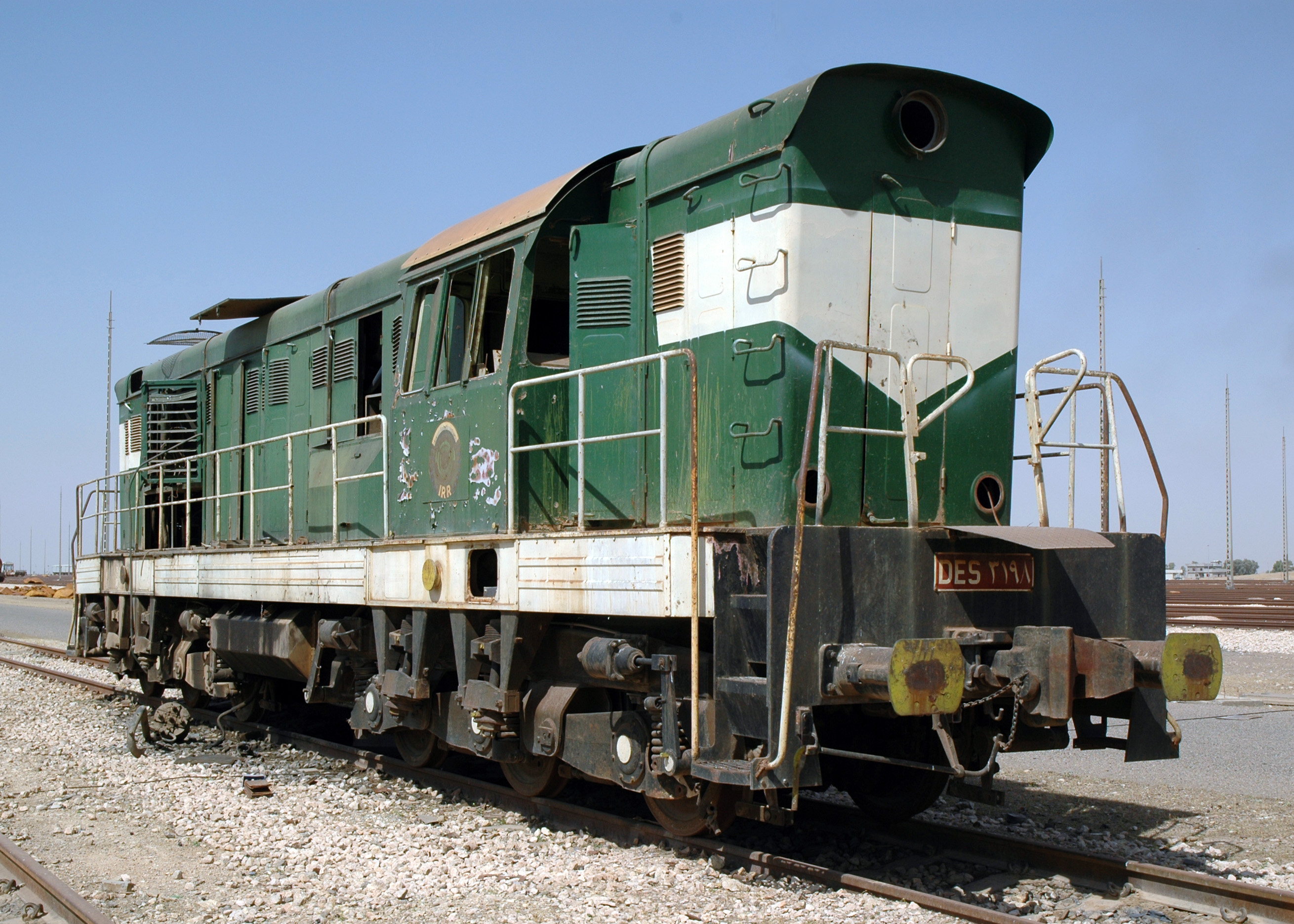
Stroj řady DES 3100 pro Irák
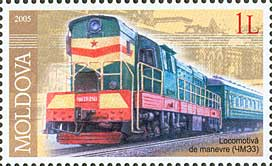
V Moldavsku se lokomotiva ČME3 dostala i na poštovní známky